# Avenida Alessandri
La Avenida Jorge Alessandri Rodríguez ubicada en Viña del Mar, región de Valparaíso, Chile, es una de las avenidas con mayor tránsito en la ciudad. Siendo el principal conector de la parte alta de Viña del Mar, tanto en tránsito particular como en tránsito colectivo; la avenida Alessandri en horas punta sirve a miles de trabajadores que bajan al Plan viñamarino. En la gran parte de su subida, la avenida corre en paralelo con la Avenida Santa Inés. En el sector alto de Viña del Mar, justo al lado de esta avenida está la Feria Parque Caupolicán, lugar de ventas de juguetes, ropas, entre otros. El tramo que comprende desde la Rotonda Santa Julia hasta la Avenida Benidorm fue remodelado recientemente con una inversión de CLP$10.200 millones de pesos.